# فولخنسیو باتیستا
فولخنثیو باتیستا ثالدیوار (به اسپانیایی: Fulgencio Batista y Zaldívar) (زادهٔ ۱۶ ژانویه ۱۹۰۱ – درگذشتهٔ ۶ اوت ۱۹۷۳) سیاستمدار کوبایی بود. او به مدت ۸ سال رئیس‌جمهور و به مدت ۷ سال (از سال ۱۹۵۲ تا سال ۱۹۵۹ زمان انقلاب کوبا) دیکتاتور کوبا بود.
قبل از این او ژنرال ارتش بود و در سال ۱۹۳۴ رامون گرائو رئیس‌جمهور پیشین را که او هم رئیس‌جمهور قبلی‌اش یعنی مارتین دثسپدس را سرنگون کرده بود سرنگون می‌کند و کارلوس مندیئتا را به جای او می‌نشاند. در همان سال گرائو حزب آئوتیکو را تشکیل می‌دهند. بعد در سال ۱۹۳۶ میگل ماریانو گومز به ریاست جمهوری می‌رسد و باتیستا او را بعد از دوازده ماه برکنار و فدریکو لاردو برو را جایگزین او می‌کند. بعد در سال ۱۹۴۰ باتیستا به ریاست جمهوری می‌رسد. در سال ۱۹۴۸ کارلوس پریو سواکاراس به ریاست جمهوری برگزیده می‌شود.
در سال ۱۹۵۲ باتیستا در ۳ هفته قبل از انتخابات از دو نفر دیگر عقب افتاد. نفر اول دکتر روبرتو آگرومانت از حزب ارتدوکس و نفر بعدی دکتر آئورلیو اویا از حزب آئوتنتیکو است بنابراین او تصمیم می‌گیرد کودتا کند. در سحرگاه ۱۰ مارس ۱۹۵۲ باتیستا و تعدادی از افسران ان همراهش وارد پادگان کلمبیا در هاوانا بزرگترین قرارگاه ارتش کوبا شدند و مهار ارتش کوبا را به دست گرفتند. باتیستا، با پشتیبانی ارتش، در زمان کوتاه ۷۷ دقیقه پریو (رئیس‌جمهور آن موقع کوبا که زمامداری اش بعد از انتخابات به پایان می‌رسید) را از ریاست جمهوری ساقط کند. در این کودتا تنها دو نفر کشته شدند و به نظر می‌رسید که ملت بی‌تفاوت نه توجهی دارد و نه اهمیتی می‌دهد تا آنجا که به شهروندان کوبایی مربوط می‌شد این هم ماجرایی بود مثل همیشه. چند ساعت بعد پریو از کشور می‌گریزد و سرنوشت کوبا را به دست باتیستا می‌سپارد.
باتیستا بعد از کودتای ۱۰ مارس گفت: من و مردم دیکتاتور هستیم، سرنوشت من این است که به انقلاب‌های بدون خونریزی دست بزنم. در کریسمس سال ۱۹۵۹ (زمان انقلاب کوبا) باتیستا در مجلس جشن بود او چند ساعت بعد همراه خانواده‌اش از کشور فرار کرد و حکومت را به انقلابیون سپرد.